# ژان دو لاسه‌پد
ژان دو لاسه‌پد (به فرانسوی: Jean de La Ceppède) شاعر قرن شانزدهم میلادی اهل فرانسه است.